# Xylolaemus
Xylolaemus is een geslacht van kevers uit de familie somberkevers (Zopheridae).

## Soorten
Deze lijst is mogelijk niet compleet.
| - X. abnormis - X. aeonii - X. fasciculosus - X. griveaudi |